# Thomas Bormolini
Thomas Bormolini (Sondalo, 29 agosto 1991) è un ex biatleta italiano.
È fratello di Luca, a sua volta biatleta di alto livello.

## Biografia
Originario di Livigno, pratica sci di fondo fino al 2005, per poi avvicinarsi al biathlon grazie al fratello Luca. Bormolini ha esordito in Coppa del Mondo il 3 dicembre 2014 a Östersund (19º in individuale) e ai campionati mondiali a Kontiolahti 2015, dove si è classificato 90º nella sprint, 83º nell'individuale e 12º nella staffetta.
Ai mondiali di Oslo Holmenkollen 2016 è stato 56º nella sprint, 37º nell'inseguimento, 51º nell'individuale e 11º nella staffetta, mentre l'anno dopo nella rassegna iridata di Hochfilzen 2017 si è piazzato 46º nella sprint, 48º nell'inseguimento, 59º nell'individuale e 5º nella staffetta. Ha ottenuto il primo podio in Coppa del Mondo il 7 gennaio 2018 a Oberhof (2º in staffetta). Ai XXIII Giochi olimpici invernali di Pyeongchang 2018, sua prima presenza olimpica, si è classificato 51º nella sprint, 48º nell'inseguimento, 56º nell'individuale e 12º nella staffetta.
Nei mondiali di Östersund 2019 si è posizionato 43º nella sprint, 27º nell'inseguimento, 43º nell'individuale e 15º nella staffetta, mentre a quelli di Anterselva 2020 è giunto 40º nella sprint, 45º nell'inseguimento, 48º nell'individuale e 7º nella staffetta e a Pokljuka 2021 si è classificato 27º nella sprint, 19º nell'inseguimento e 24º nella partenza in linea. Ai XXIV Giochi olimpici invernali di Pechino 2022 è stato 23º nella sprint, 33º nell'inseguimento, 63º nell'individuale, 7º nella staffetta e 9º nella staffetta mista. Al termine della stagione, conclusasi con il miglior piazzamento in carriera in classifica generale di Coppa del Mondo (24º), ha annunciato il ritiro dall'attività agonistica tramite un post sul suo profilo Instagram.

## Palmarès

### Coppa del Mondo
- Miglior piazzamento in classifica generale: 24º nel 2022
- 3 podi (a squadre):
  - 1 secondo posto
  - 2 terzi posti